# Ronald Sanderson
Ronald Harcourt Sanderson, född 11 december 1876 i Uckfield, död 17 april 1918 i Gommecourt, var en brittisk roddare.
Sanderson blev olympisk guldmedaljör i åtta med styrman vid sommarspelen 1908 i London.